# Trappi di Rajmahal

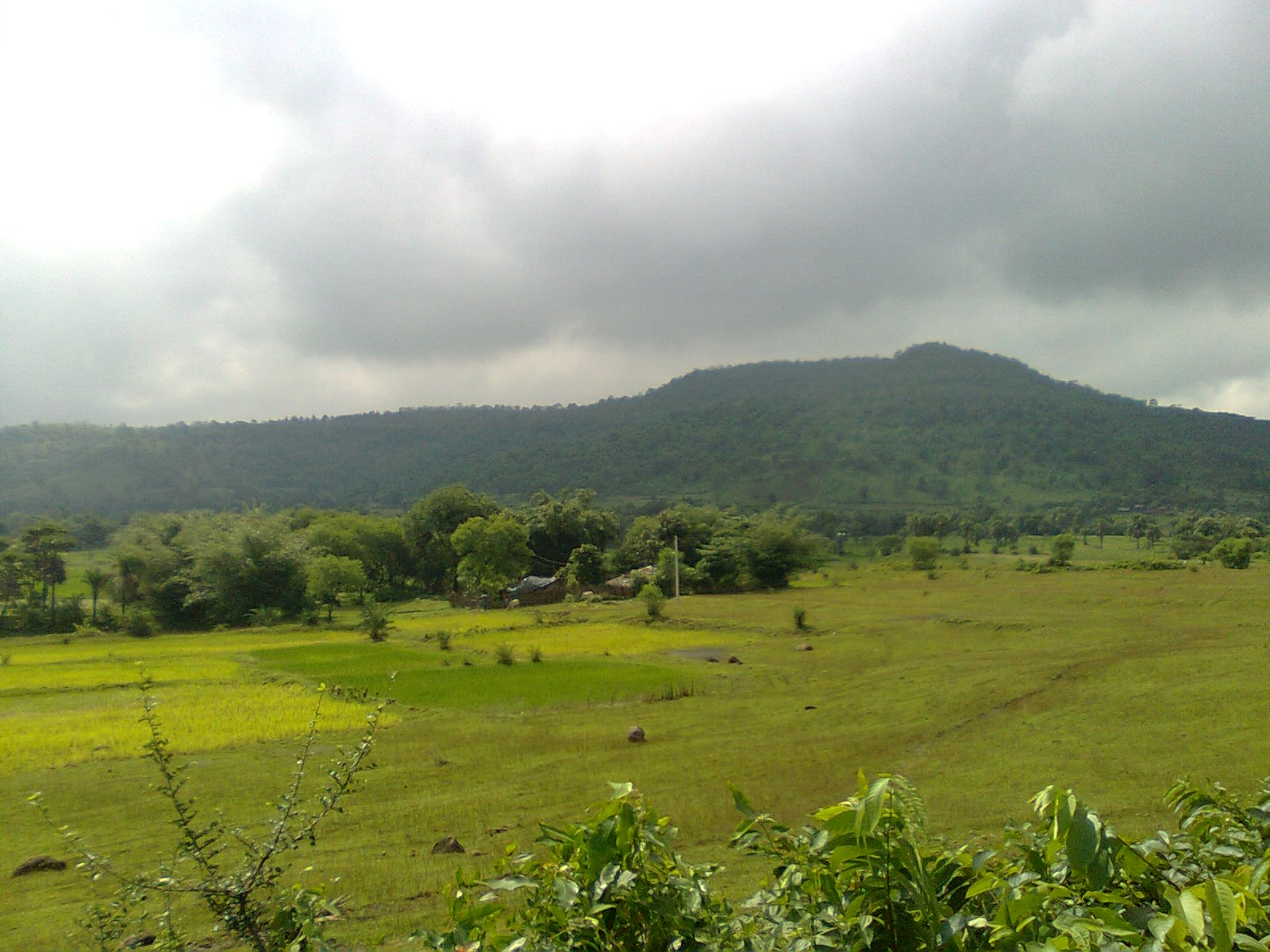
Veduta delle colline di Rajmahal.

I trappi di Rajmahal sono una provincia ignea vulcanica situata in parte nell'India orientale (in particolare, in parte del Jharkhand, del Bengala occidentale e del Meghalaya) e parte in Bangladesh. Un'area caratteristica di questa provincia ignea è quella costituita dalle colline di Rajmahal, nello Jharkhand, dove la deposizione di molteplici strati di lava solidificata, di spessore compreso tra 1 e 70 m, ha creato rilievi alti fino a 608 m.

## Genesi
Le rocce vulcaniche qui presenti sono il risultato di eruzioni del punto caldo delle Kerguelen risalenti al Cretacico inferiore. Stando a quanto descritto dalla teoria della tettonica a placche, infatti, il subcontinente indiano si trovava al di sopra di quel punto caldo durante il Cretacico e la somiglianza tra i dati geochimici ricavati da rocce vulcaniche provenienti dai trappi e dal pianoro delle Kerguelen sembrano confermare tale ipotesi.
L'origine sembra risalire a circa 117 milioni di anni fa, quando la prima eruzione di lava ricoprì un'area di circa 4.100 km2. Le eruzioni si sono poi susseguite nei millenni, estendendo le loro colate lungo quello che era allora il margine orientale del subcontinente indiano, seguendo la linea di frattura che stava aprendosi nella Gondwana, fino a creare una formazione che oggi si estende in direzione nord-sud al di sotto della superficie e sotto i sedimenti Terziari del bacino del Bengala, per un'estensione totale di circa 200.000 km2.

## Litologia
Le rocce vulcaniche che compongono i trappi di Rajmahal sono soprattutto basalti, basalti tholeiitici e loro differenziati. Le rocce intertrappiche, ossia quelle che compongono gli strati presenti tra i vari strati di rocce magmatiche, sono rocce sedimentarie come siltiti, argilliti e scisti.

## Fossili
All'interno dei suddetti strati di rocce intertrappiche sedimentarie sono stati ritrovati numerosi fossili di piante risalenti al Cretacico superiore, come la Cladophlebis indica, la Dictyozamites indicus, la Taeniopteris spatulata e la Brachyphyllum rhombium.